# Cuisine centrafricaine

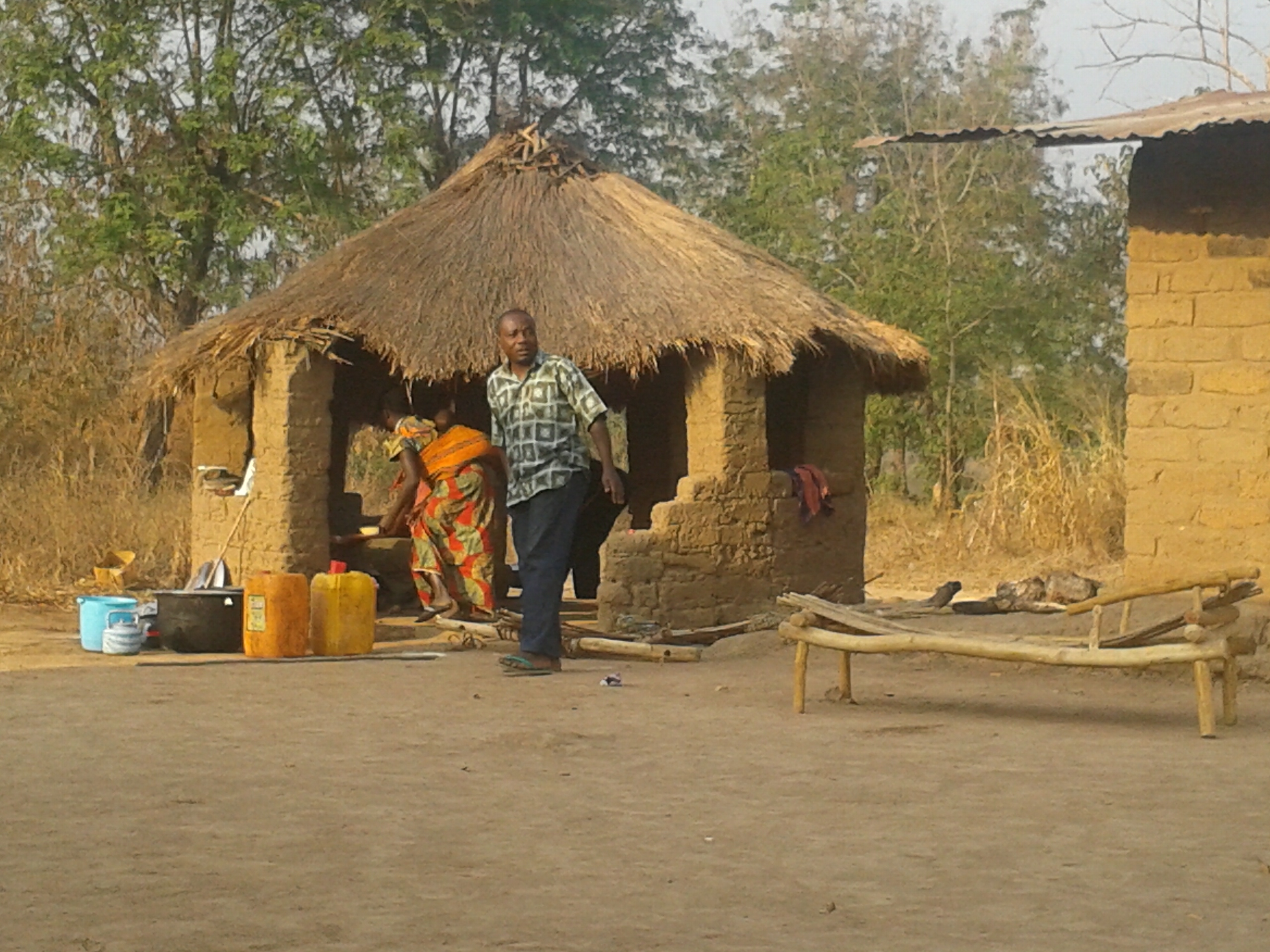
Case de conservation des récoltes

La cuisine centrafricaine est la cuisine typique et originaire de la République centrafricaine. Elle fait partie des ces traditions culinaires d'Afrique centrale.

## Description

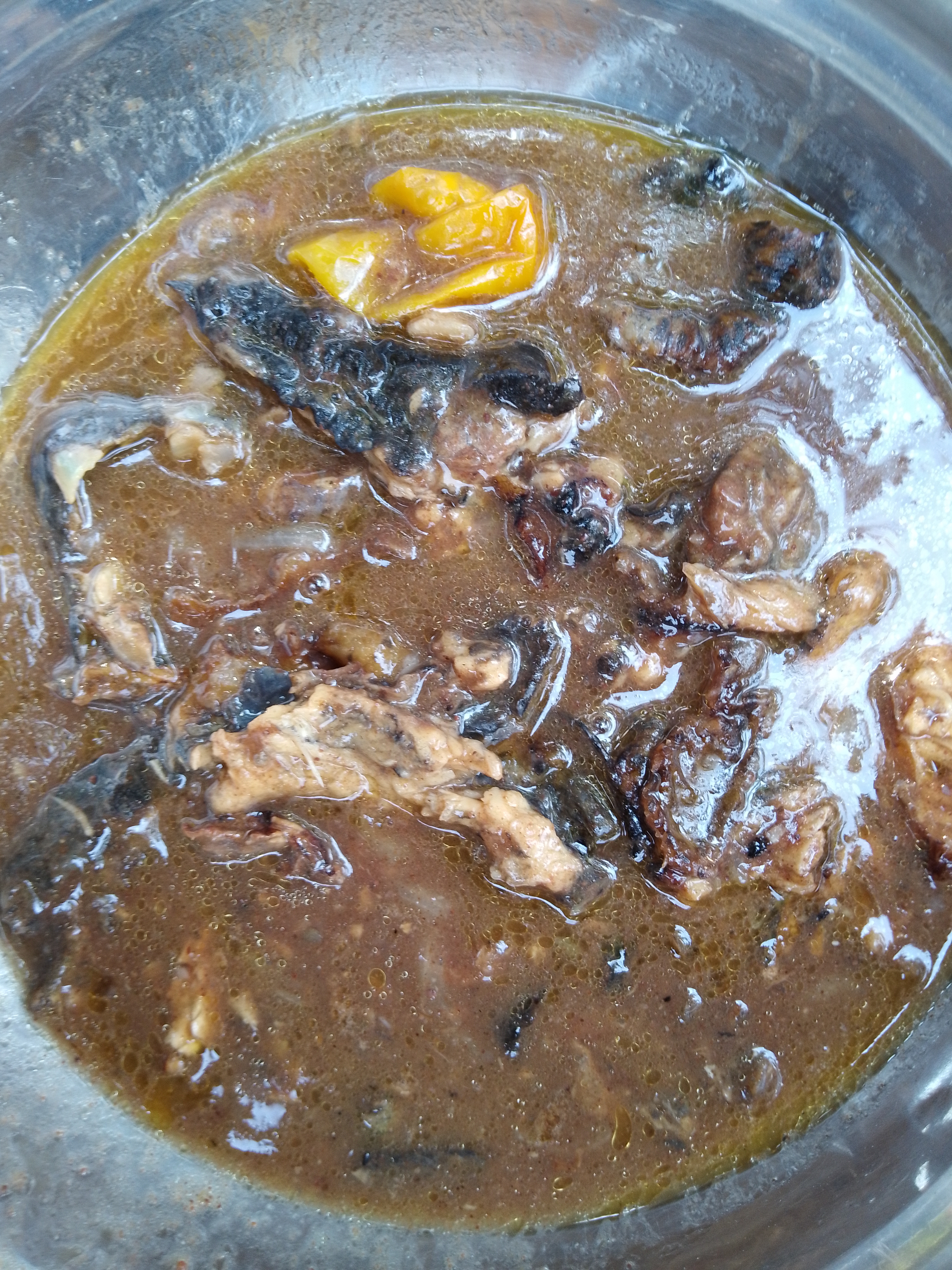
Plat de Nguiriki na soussou (sauce gluante avec du poisson fumé)

Les différents plats gastronomiques qui régalent le Centrafricain au quotidien marquent l'empreinte historique des peuples et des régions du pays. La cuisine Centrafricaine évolue avec le temps ; malgré tout, elle reste fortement variée et totalement bio. Tirée directement de la nature nourricière, une grande variété des produits des cueillettes sont saisonniers : le Kinda Gozo, les champignons et le makongo. Le poisson est l'un des plats les plus appréciés, ainsi que les fruits de mer, surtout dans la Sangha où les crevettes abondent.

## Produits de base
Le manioc constitue l'aliment de base des centrafricains, sous différentes formes (gozo, chikwangue). D'autres tubercules, tels que la patate douce, le taro ou l'igname, divers légumes secs, et la banane plantain se consomment également.
Le bœuf, élevé par les nomades peuls Mbororos, le cabri, le poulet-bicyclette et la viande de brousse sont appréciés, de même que le poisson frais (capitaine, le kpété, le poisson chat).

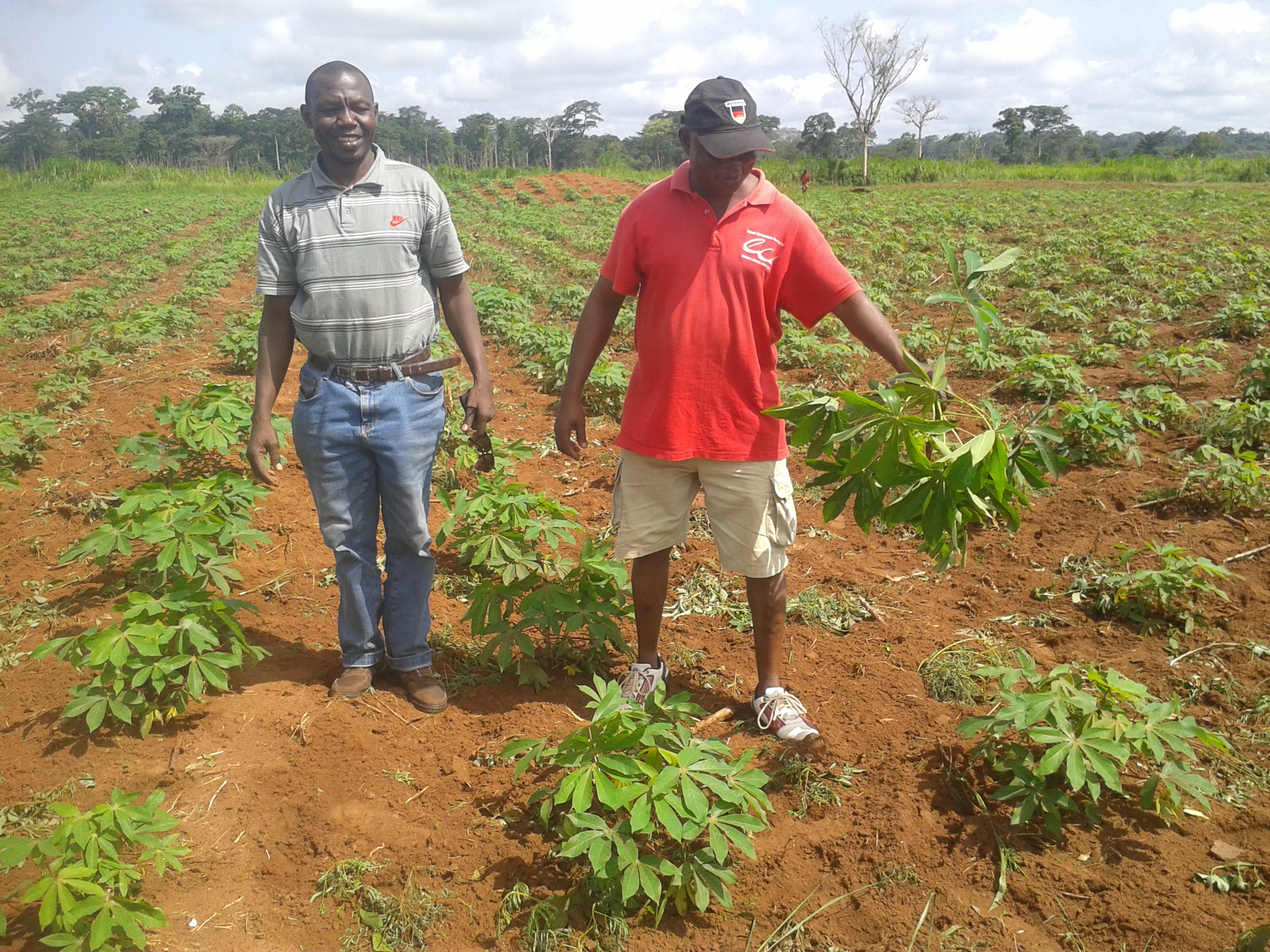
Culture du manioc
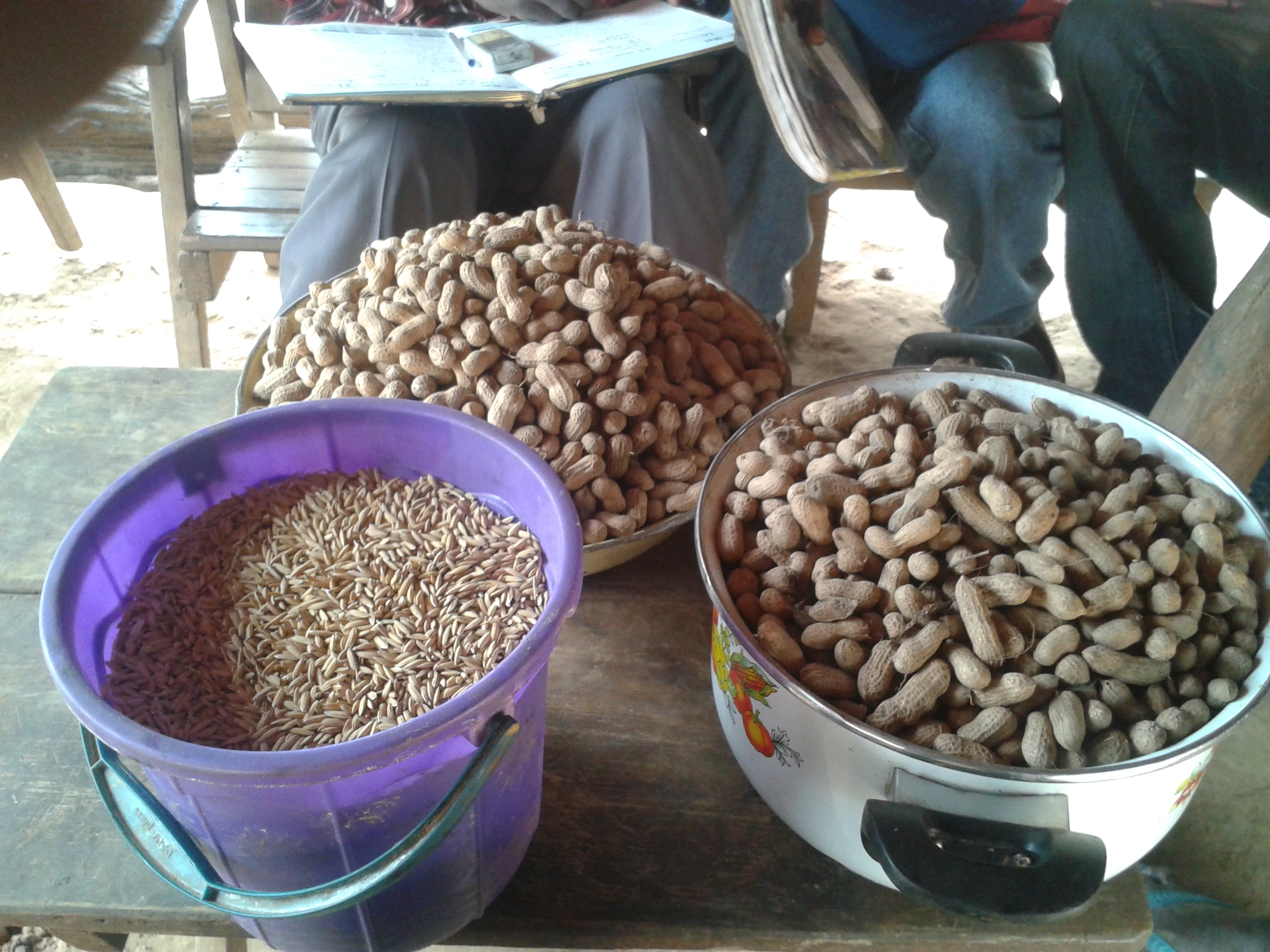
Arachides et riz
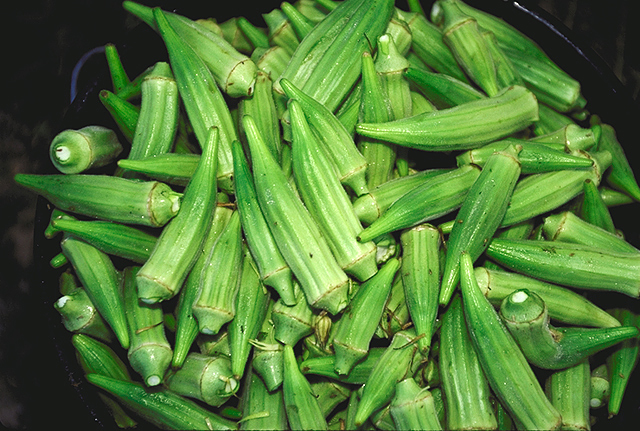
Gombos
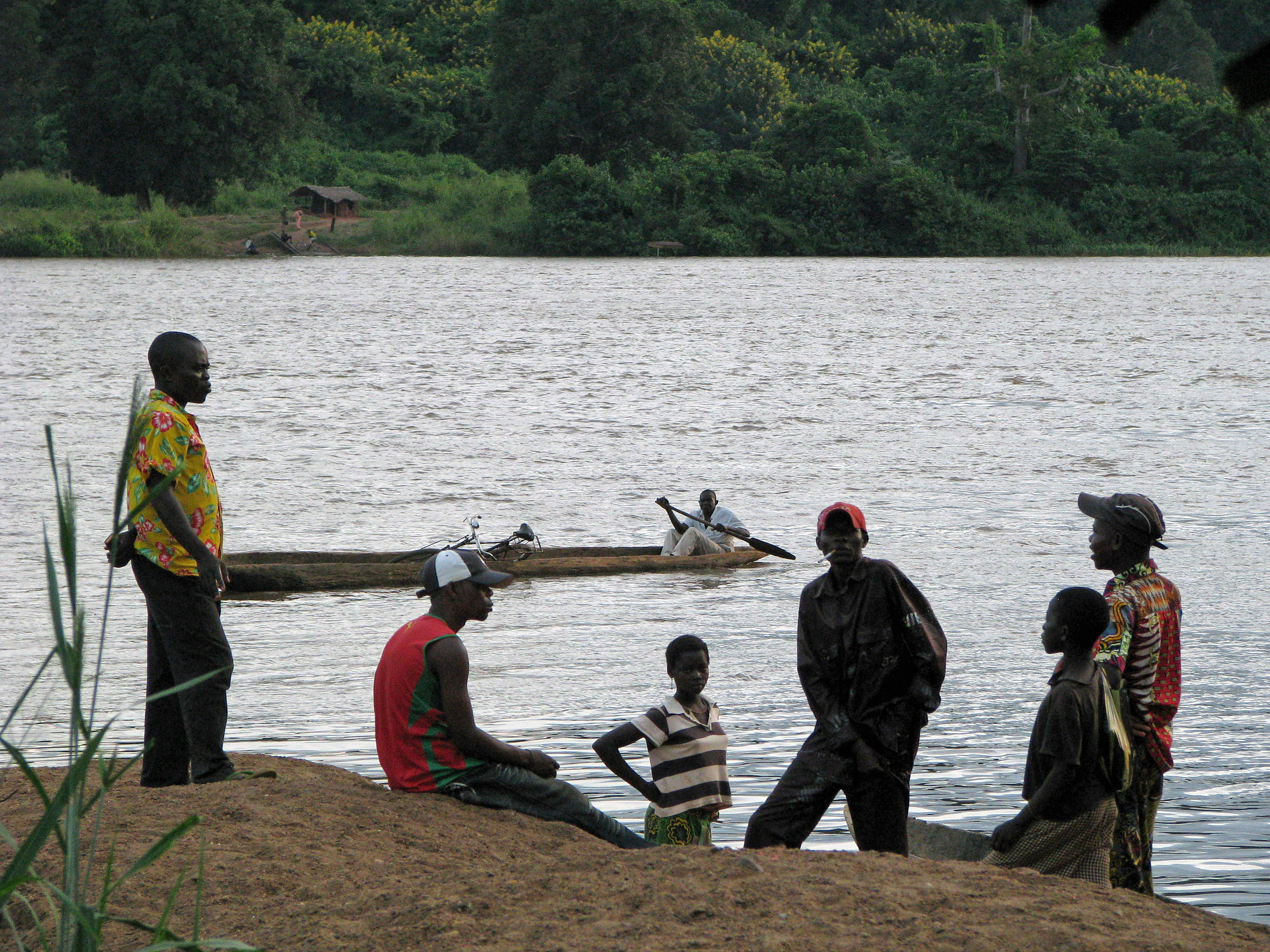
Pêche sur le Mbomou

## Diversité régionale
La cuisine centrafricaine doit beaucoup à sa variété à la grande diversité culturelle et à l'influence non négligeable de la répartition régionale du pays. Le manioc reste l'aliment de base de presque tous les Centrafricains ; souvent accompagné par des variétés de sauces, il est consommé sous forme de boule malaxé (Gozo) ou de bouillie préparée avec l'arachide (sawalé en langue sango).
Cependant, des variétés de tubercules comme les patates douces, les ignames, les taros, des variétés de légumes secs (haricots rouges ou blancs, petits pois jaunes ou verts, l'amarante, les feuilles de melon) ou encore les délicieuses bananes plantains permettent de varier les mets à la table du Centrafricain, mais le Goundja (feuille de manioc) et le Koko (feuille de gnetum) sont les préférés de la population. L'art culinaire de la République centrafricaine est le reflet de l'identité de plus de 80 groupes ethniques répartis sur l'ensemble de ce territoire qui jadis s'appelait l'Oubangui Chari à l'époque coloniale.
Le champignon qui se nomme "kòmbò" constitue un aliment intermédiaire entre les plantes et les animaux ; il en existe au moins 27 espèces consommées selon la saison pluvieuse, la saison sèche et d'autres tout le temps. Quotidiennement présent sur le marché des Centrafricains, il se consomme séché et/ou frais selon les saisons ainsi que les localités. Ce produit de cueillette très apprécié peut se préparer avec le koko et bien d'autres produits alimentaires adéquats. Gougou ti Gbazin ou Gougou ti Bobo est une variété succulente mangée au frais aussi d'autres variétés mangées à sec tel que le magou beaucoup plus trouvé à Bouar.
Habitants de la forêt du sud-ouest, les Pygmées Aka vivent en parfaite harmonie avec leur terroir qui leur fournit le nécessaire pour leur alimentation. Leur consommation alimentaire n'est pas réglée par un code, mais très souvent ils mangent leurs plat avec l'Ignames sauvage La nourriture peut être mangée avec ou sans préparation. Ils tirent l'essentiel de leur pitance quotidienne des produits de la chasse et de la cueillette qui occupent la majeure partie de leur temps. Dans cet écosystème où ils évoluent sans l'endommager, les Aka se servent à volonté des insectes, des fruits sauvages, des champignons, des ignames sauvages et du gibier qu'ils dégustent le soir lors d'un festin, ainsi que des produits saisonniers comme le koko (Gnetum), les chenilles (makongo), les variétés de fruits et les champignons qui font leur régal,.

## Menu typique

### Ngoundja (feuille de manioc)
Ce plat est composé essentiellement de feuilles de manioc, de pâte d'arachide, d'huile de palme pure, le tout formant une sauce épaisse que l'on déguste avec la boule de manioc (Gozo). Le ngoundja (la feuille de manioc) est consommé par presque toute la population centrafricaine (95 %). En République centrafricaine, deux variétés de manioc sont cultivées. Il représente la première culture vivrière de la République centrafricaine,. Les Centrafricains aiment se retrouver autour de ce plat qui est comme l'emblème de l'identité nationale ; c'est leur aliment de base, riche en amidon et très nutritif.

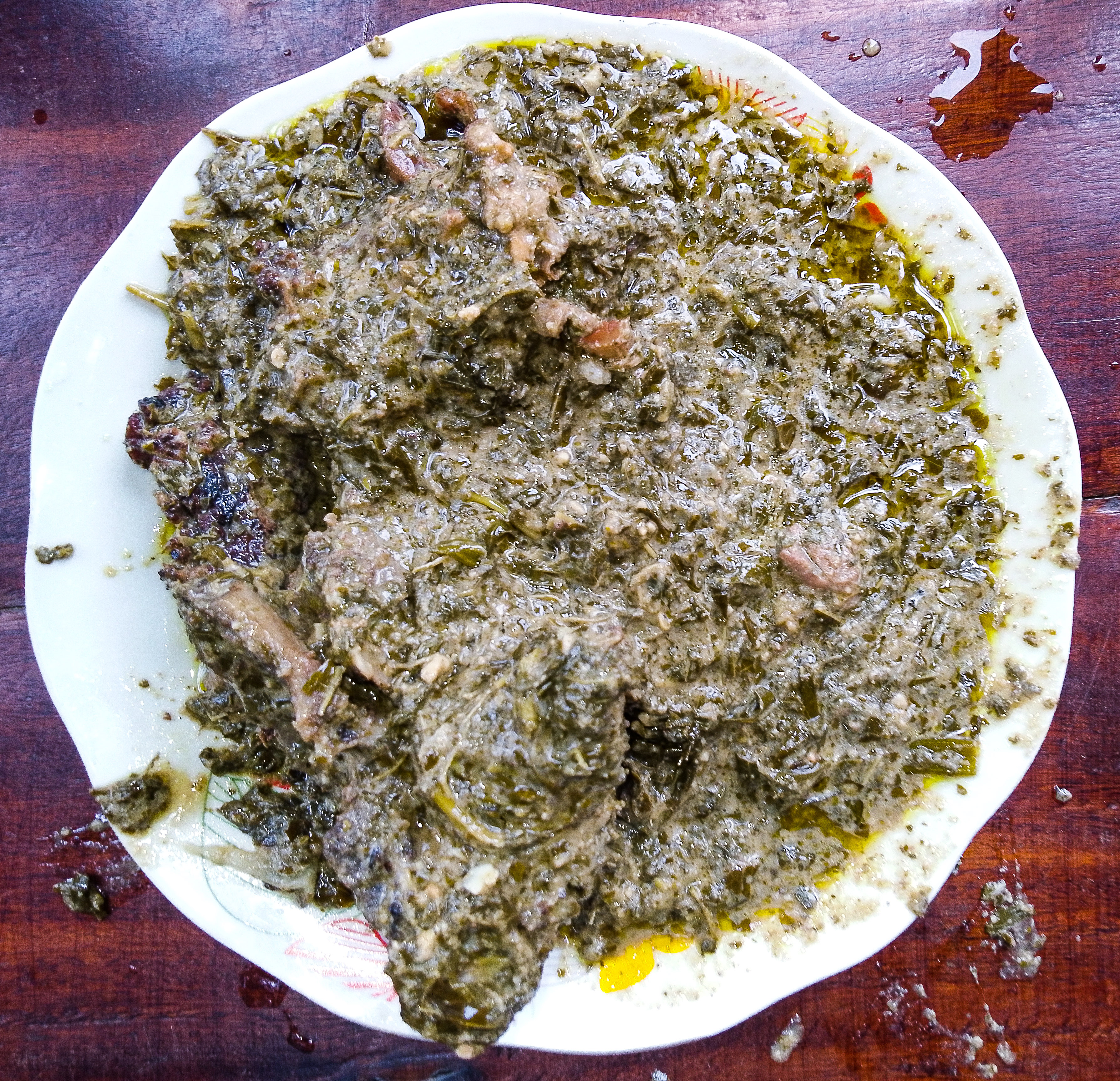
Ngoundja na Gnama(Feuilles de manioc avec la viande)

Le Kpoto ngoundja est une spécialité de préparation des feuilles de manioc chez les Yakoma qui est l'une des tribus de la RCA. Il se prépare en pilant légèrement les feuilles de manioc, en ajoutant les arachides à moitié écrasées ou pilées, qu'on peut consommer avec du banane plantain ou le chikouang, du tubercule de manioc (kpangaba), et la patate douce( Babölô); on peut le préparer dans les mêmes marmites avec certains de ces accompagnements comme les feuilles de manioc séchées — une façon de conserver ces feuilles pour les consommer plus tard soit pendant la saison sèche en les trempant dans l'eau chaude puis en les mettant au soleil pour garder le bon goût.

### Koko
Le gnetum africanum, familièrement appelé en sango koko, est une plante tropicale sauvage qu'on retrouve dans la région forestière de la Lobaye au sud-ouest de la République centrafricaine. Sa cueillette est pratiquée toute l'année par le peuple pygmée de la forêt de la Lobaye comme produit alimentaire et commercial. Avec le recul de la forêt, cette denrée devient de plus en plus rare sur le marché. Le koko est l'un des plats favoris de la cuisine centrafricaine, il peut être préparé de diverses manières : avec une sauce d'arachide (le yabanda), accompagné de poisson fumé, de viande de bœuf fraîche, de viande boucanée, de chenilles (makongo), de sauterelles (kinda gozo) et de bolets avec du poisson fumé (kuru sousou), même avec le yanbada.
Le 8 août 2022, il y a eu une crise de feuilles de gnetum (koko) sur presque toute l’étendue du territoire centrafricain. Cela était dû à une période de ramassage des chenilles (makongo) : les ravitailleurs principaux, commerçants de koko, se sont concentrés sur le ramassage des chenilles. D’autre part, il y avait aussi la pénurie du carburant qui était l'une des causes. À ce moment, le prix de koko a augmenté sur les marchés et la quantité a diminué.

### Gbudu ou Gboudou
Un légume herbacé de couleur verte très consommé par les maraîchers, il peut se préparer avec de la viande, du poisson ou des champignons en sauté. L'amarante douce de son nom français est très riche en protéines, plus particulièrement en lysine. Elle agit sur le cerveau en stimulant la mémoire. Cette plante participe également à prévenir le risque diabète et lutte contre le mauvais cholestérol.

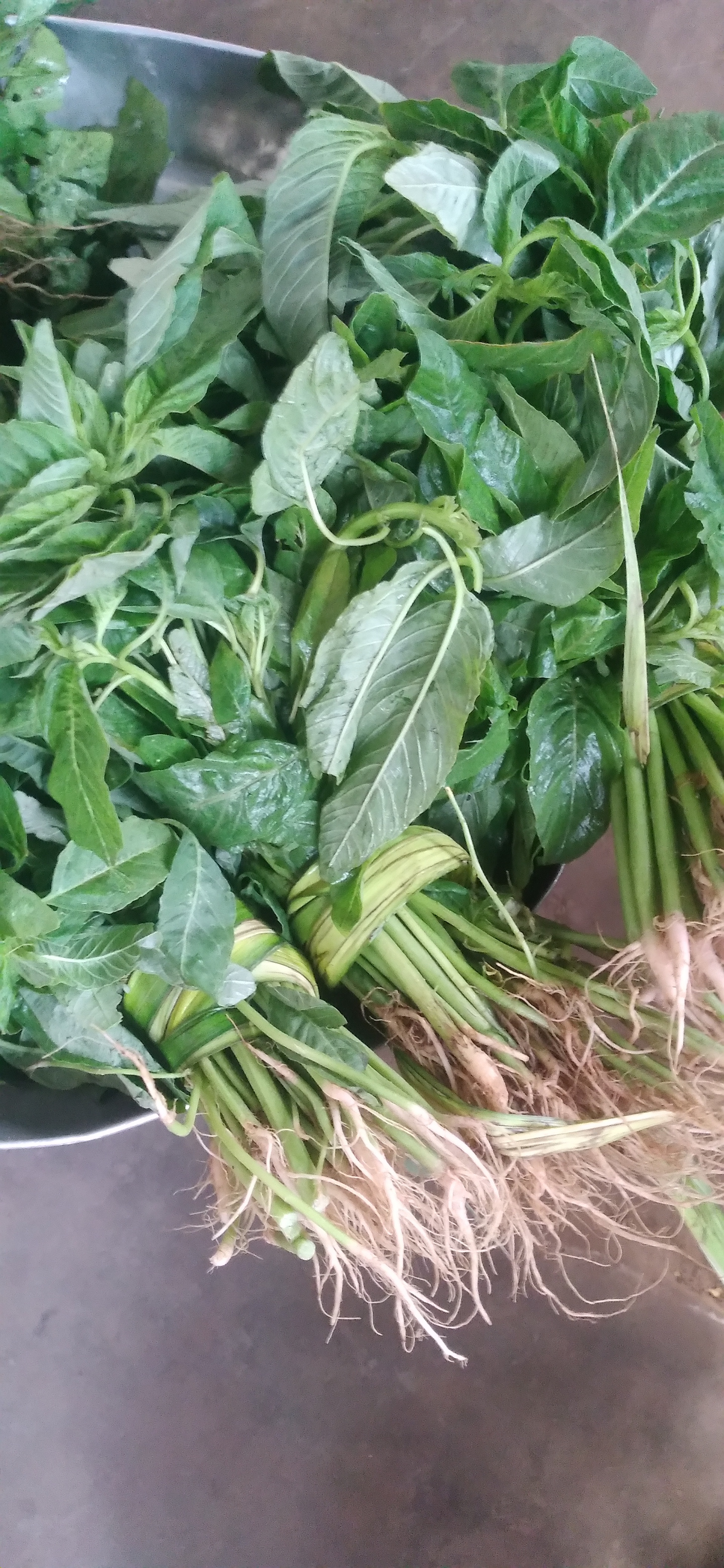
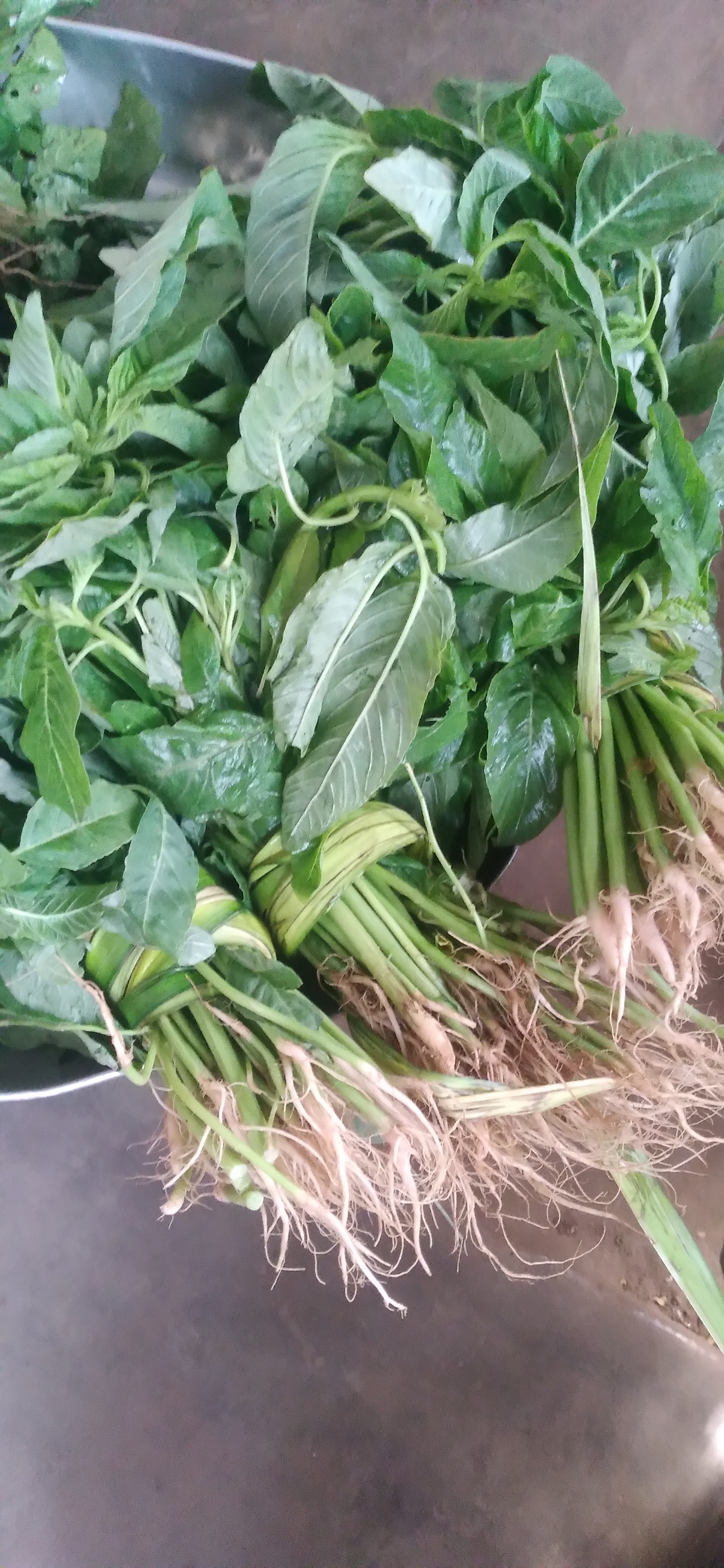

### Kanda Ngoudja
Le kanda ngoudja (galette de feuilles de manioc) est consommé par tous les Centrafricains. C’est un plat de résistance qui donne beaucoup d'énergie aux gens qui travaillent. Il se mange accompagné du  chikwangue, boules de manioc, du plantain et même parfois accompagné du pain.

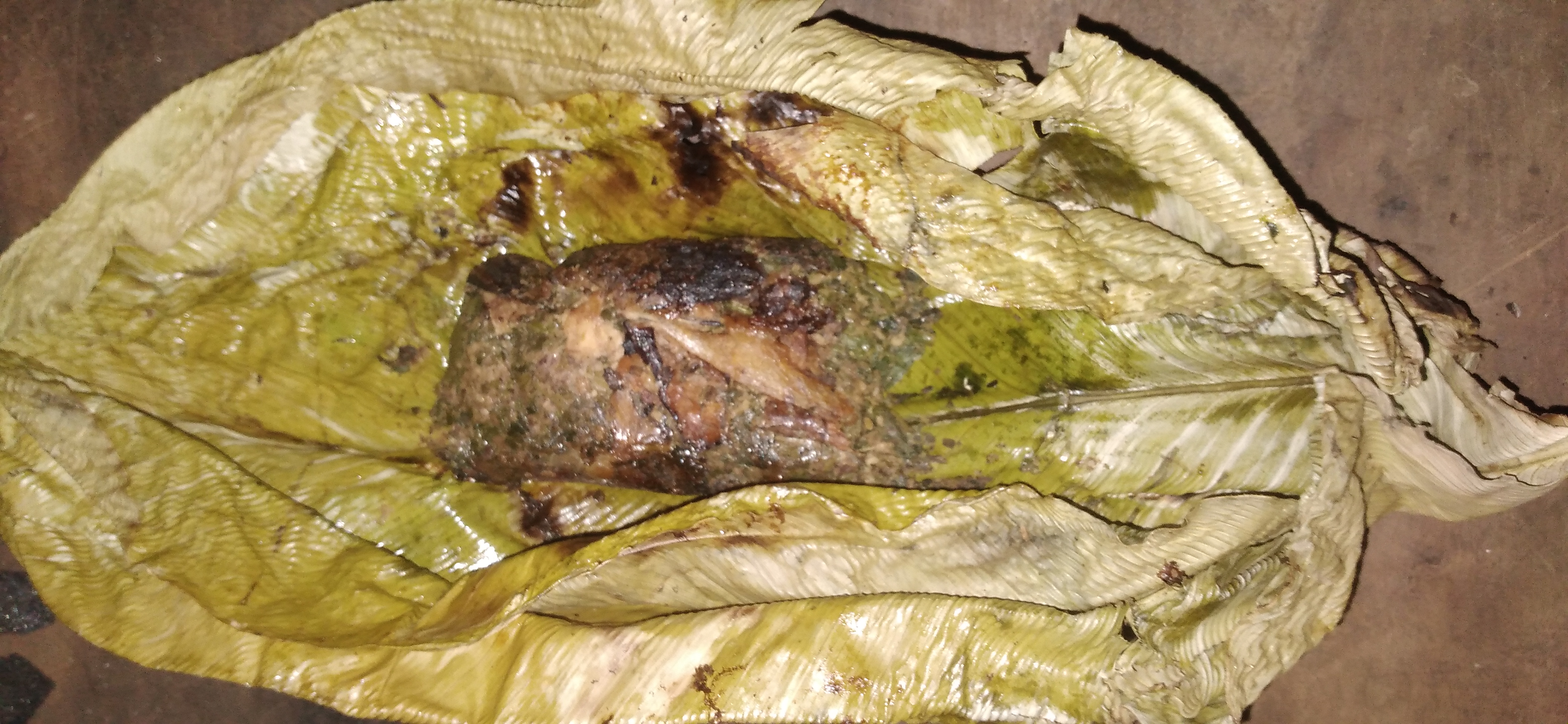
Kanda Nguudja
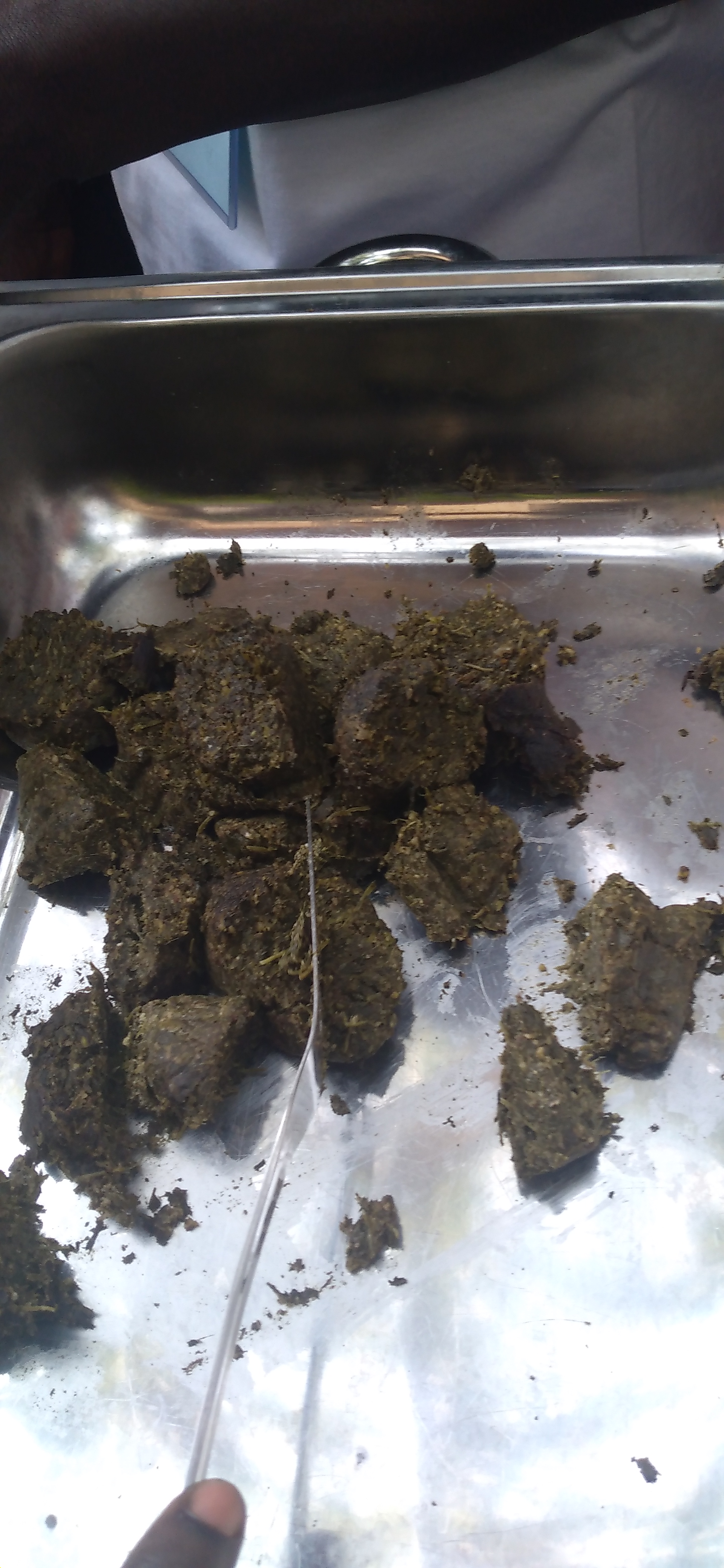
Kanda Ngoudja

#### Ingrédients
- Feuilles de manioc ;
- Feuilles de ngongo ou de kakata (feuilles sauvages) ;
- Pâte d'arachides ;
- Graines de courge ;
- Oignons ;
- Ail ;
- Sel ;
- Piments ;
- Poivrons ;
- Ciboulette ;
- Céleri ;
- Persil.

### Yabanda de koko (feuilles degnetum)
Le yabanda est un plat quotidien des Centrafricains,. Il est très simple à préparer et sa cuisson est très rapide, ce qui en fait un genre de fast-food très prisé des Centrafricains.

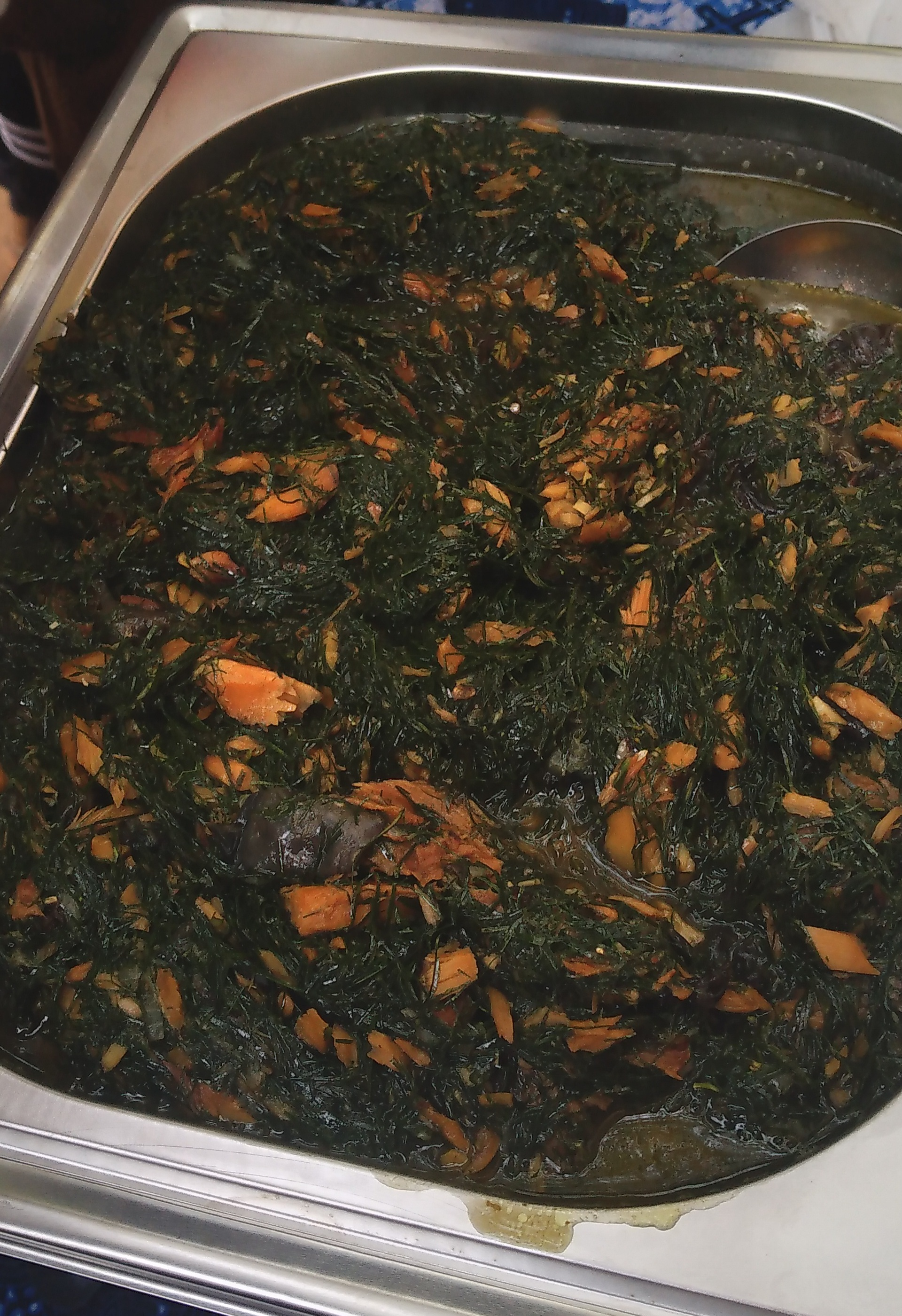
Yabanda/Poisson fumé

#### Ingrédients
- Huile de palme (Mafouta) ou d'arachide (caraco) ;
- Oignons ;
- Koko (gnetum) ;
- Piments (ndongo) ;
- Sel de cuisine (Ingo) ;
- Huile d’arachide ;
- Poisson (salé, fumé, frais).

## Spécialités

### Région du Nord

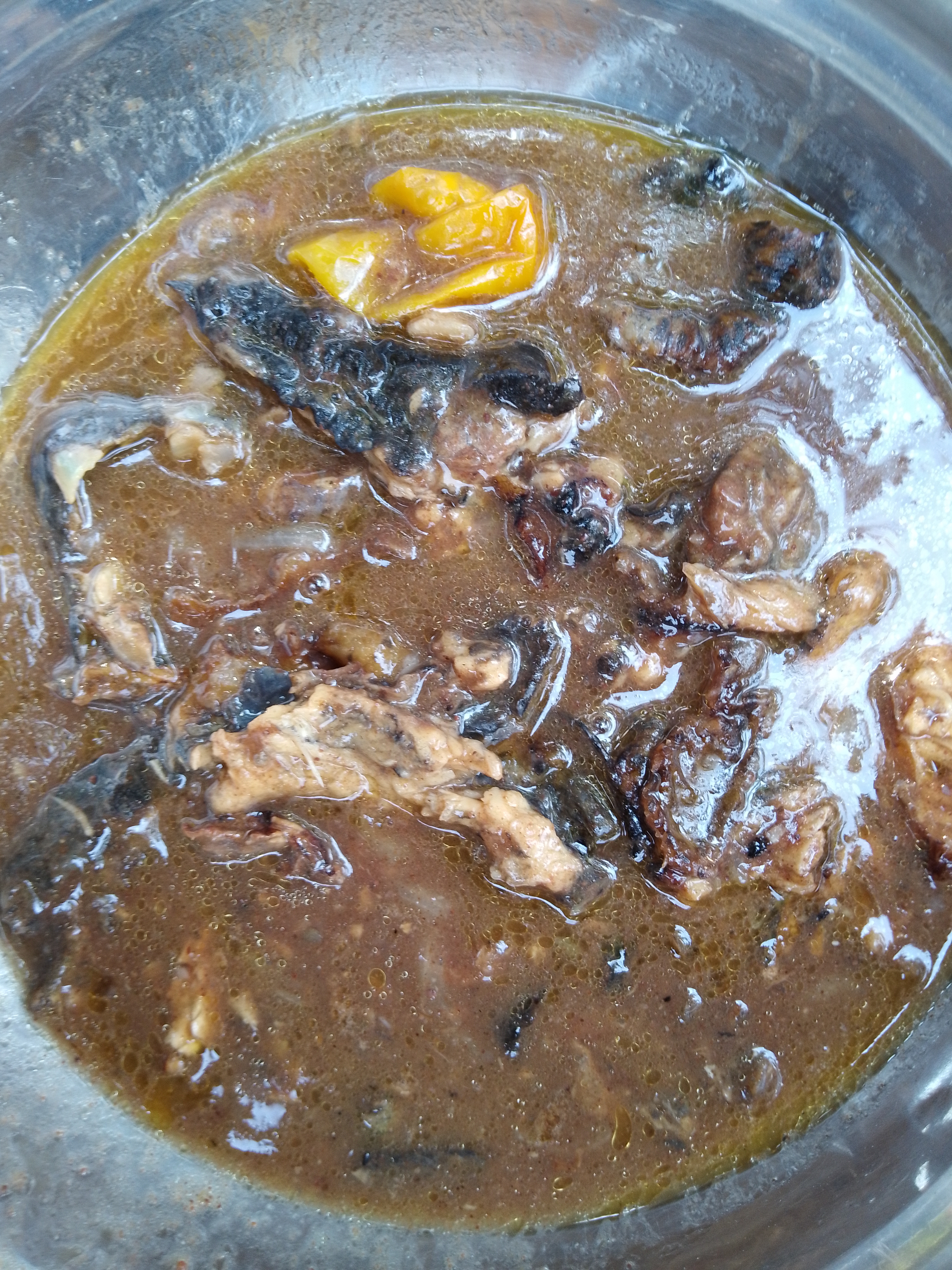
Nguiriki na soussou

Le n^guiriki est une variété d'épice tropicale qu'on retrouve sur le marché en poudre, il donne une sauce gluante délicieuse. Produit forestier originaire des peuples du nord de la République centrafricaine, il peut être préparé avec la viande de bœuf, la viande boucanée, le poisson, la crevette, etc. accompagné d'ingrédients comme la pâte de graines de courge, la pâte d'arachide et la pâte de sésame.
Le dongo ti keke ou dongo ti kugbé, connu sous son nom francisé "bois d'anisette" ou "grand baume", est un plat qui régale la plupart des ethnies Sara, Kaba, Ngama, Ngambaye et d'autres ethnies du Nord à la frontière avec le Tchad, le Cameroun et le Soudan. il peut être préparé avec la viande de brousse, la viande de bœuf, le poisson et d'autres, mais souvent on le préfère avec "lê ti ngago" appelé morelle amère et avec le poisson fumé (kuru sousou) ou la viande boucanée.

### Région du Sud

#### Makongo (chenilles)
Les chenilles ou encore makongo en langue sango sont une spécialité saisonnière en Centrafrique. La cueillette se pratique de juillet à septembre dans la forêt de la Lobaye. On peut les préparer avec les feuilles de Gnétum (koko), l'amarante douce, les feuilles de manioc (ngoundja), les épinards, etc. Pour les conserver, on les fait sécher. C'est un plat très apprécié par presque toutes les ethnies en Centrafrique.

#### Ngou ti kassa
Le ngou ti Kassa, un ragoût à base de taro et de banane plantain assaisonné d'huile de palme ou même de karité avec de l'arachide pilée qui rend la sauce plus épaisse et agréable.

Ce plat est beaucoup plus consommé par les Yakoma et Sango, peuples riverains de l'Oubangui.

## Boissons traditionnelles

### Kangoya

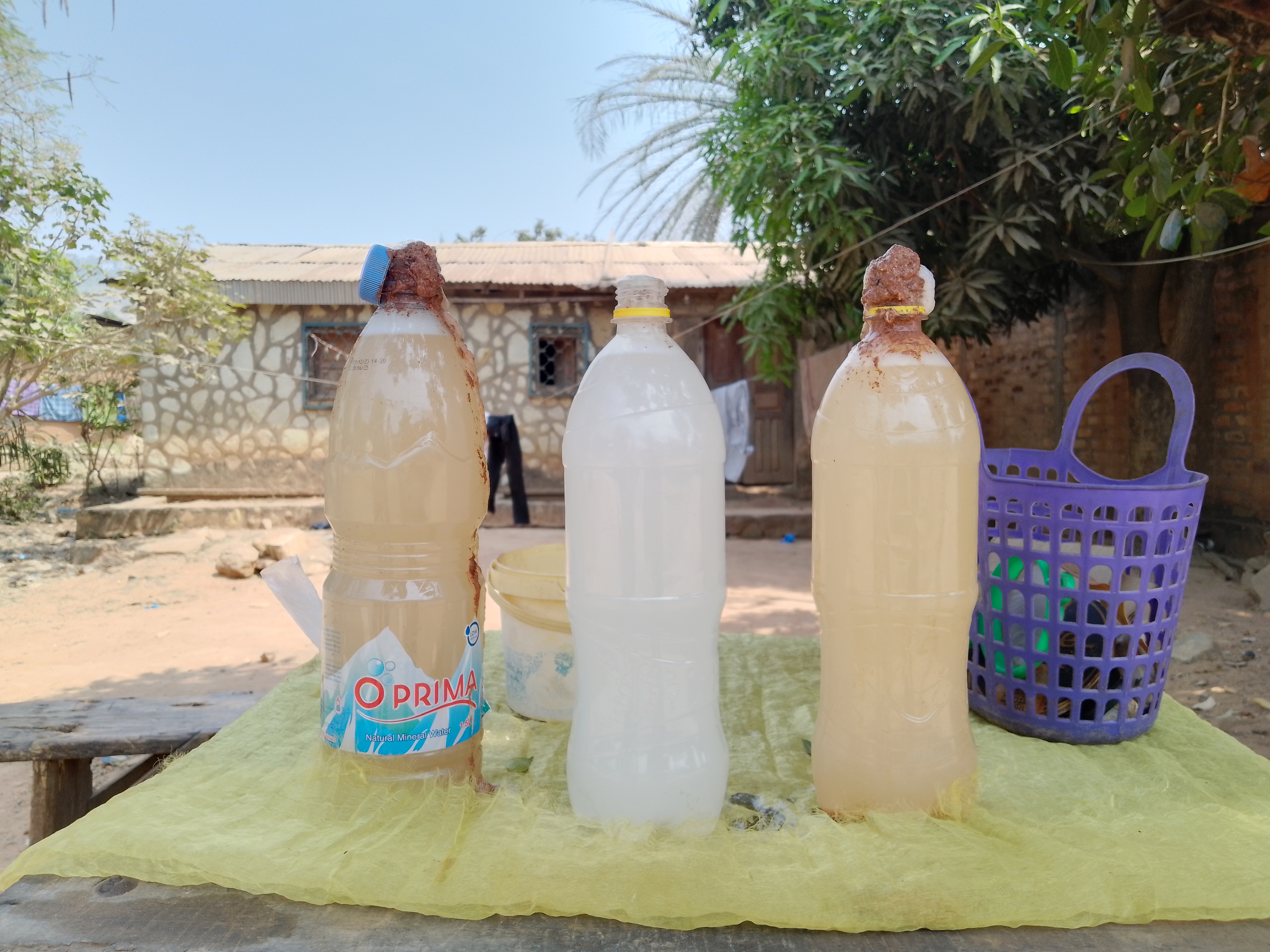
Kangoya

Le kangoya (vin de palme) est une boisson locale très consommée en Centrafrique, sa consommation est très ancienne. Il est fait à base d'un tronc de palmier qu'on déracine et dont on laisse sécher les feuilles pendant trois jours. Après ce temps, on coupe les branches et on fait un creux au milieu qui permet de récupérer la sève dans une bouteille où on ajoute quelques écorces appelées dèkè qui donnent un goût un peu amer et fermentent la boisson. Sa période d'exploitation la plus appropriée est la saison sèche.
Le kangoya est une  boisson fermentée qui se consomme fraîche avec ou sans dèkè selon le gout du consommateur. 

### Ngbako

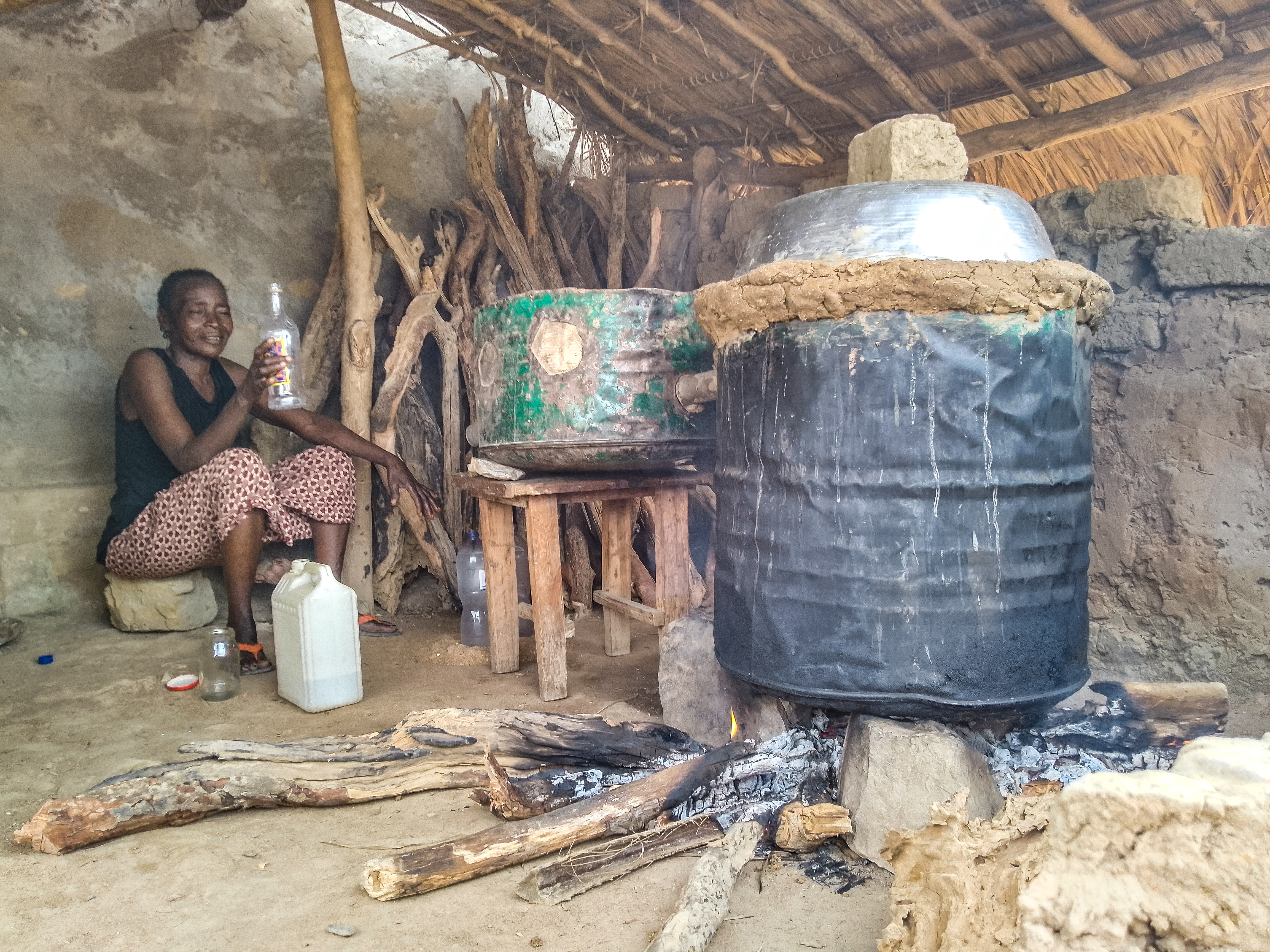
Transformation de Ngbako

Le ngbako, ou l'alcool de traite, est l'une des boissons traditionnelles de la République centrafricaine. Il est produit à base d'un mélange de farines de manioc et de maïs chauffé à une température supérieure à 100 °C. La redistillation du ngbako donne une autre variété que l'on appelle Le ngouli ou nguli,.

### Bili-bili et doura-bonga
Le bili-dili est une boisson préparée à base de poudre de sorgho (bonbo) chauffée à plus de 100°C. On recueille les premières eaux de surface puis on le laisse refroidir pour consommer. Le doura-bonga est composé de ce qui reste après l'extraction du bili-bili, en y ajoutant des résidus sèchés de doura appelé communement chayé.